# Jeleśnia (gmina)
Pour les articles homonymes, voir Jeleśnia.
La gmina de Jeleśnia est une commune rurale de la voïvodie de Silésie et du powiat de Żywiec. Elle s'étend sur 170,51 km² et comptait 13 456 habitants en 2006. Son siège est le village de Jeleśnia qui se situe à environ 10 kilomètres au sud-est de Żywiec et à 71 kilomètres au sud de Katowice.

## Villages
La gmina de Jeleśnia comprend les villages et localités de Jeleśnia, Korbielów, Krzyżowa, Krzyżówki, Mutne, Pewel Wielka, Przyborów, Sopotnia Mała et Sopotnia Wielka.

## Gminy voisines
La gmina de Jeleśnia est voisine des gminy de Koszarawa, Radziechowy-Wieprz, Stryszawa, Świnna, Ujsoły et Węgierska Górka.